# كوشك اباد (مقاطعة اشتهارد)
كوشك اباد (بالإنجليزية: Mazraeh-ye Kushkabad)‏ هي مستوطنة تقع في مقاطعة إشتهارد في إيران.